# 長崎市立香焼小学校
長崎市立香焼小学校（ながさきしりつ こうやぎしょうがっこう、Nagasaki City Koyagi Elementary School）は、長崎県長崎市香焼町にある公立小学校。

## 概要
歴史
1876年（明治9年）に開校した「香焼小学校」を前身とする。2011年（平成23年）に創立135周年を迎えた。
学校教育目標
「笑顔いっぱい やる気いっぱい 元気いっぱい」
校章
太陽と歯車を図案化したものを背景にして、中央に「小」と「香焼」の文字を置いている。
校歌
作詞は島内八郎、作曲は木野普見雄による。歌詞は3番まであり、各番とも「ああ幸あり我ら香焼小学校」で終わる。
校区
中学校区は長崎市立香焼中学校。

## 沿革
- 1876年（明治9年）10月17日 - 円福寺[3]の一室に寺子屋式の学校教育を開始し、「香焼小学校」と称する。授業者は水田又五郎。
- 1879年（明治12年）4月 - 学制改正により、「深堀学区公立香焼小学校」と改称。
- 1882年（明治15年）4月 - 岩立神社[4]の隣接地に校舎が完成。授業者は長淵儀七郎。
- 1886年（明治19年）5月 - 小学校令により、「尋常香焼小学校」と改称。
- 1891年（明治24年）1月 - 教育勅語を拝受。
- 1892年（明治25年）4月 - 小学校令改正により、「香焼尋常小学校」と改称。従来の新学期開始月を9月から4月に変更。
- 1893年（明治26年）1月 - 校舎を新築し、移転。
- 1884年（明治27年）4月 - 学童授業料を全廃する。
- 1888年（明治31年）7月 - 深堀村より香焼村が独立する。
- 1890年（明治33年）1月 - 私立横島尋常小学校が開校。
- 1892年（明治35年）1月 - 横島炭鉱閉山によって私立横島尋常小学校が廃止され、香焼尋常小学校に統合。
- 1902年（明治45年）4月 - 高等科を併置し、「香焼尋常高等小学校」と改称。
- 1922年（大正11年）4月 - 新校舎1棟（5教室）を増築。
- 1941年（昭和16年）4月1日 - 国民学校令により、「香焼村国民学校」と改称。尋常科を初等科に改称。
- 1946年（昭和21年）3月 - 香焼村・字堀切の旧・私立川南青年学校[5]を仮校舎として移転。
- 1947年（昭和22年）4月1日 - 学制改革（六・三制の実施）
  - 旧・国民学校の初等科を改組し、「香焼村立香焼小学校」とする。
  - 旧・国民学校の高等科を改組し、香焼村立香焼中学校（新制中学校）とし、小学校に併設。
- 1951年（昭和26年）
  - 2月 - 長崎県教育庁より、給食優良校として表彰。
  - 11月 - 新校舎2階建て1棟（16教室）・平家建て1棟（11教室）・給食室・当直室・使丁[6]室等が完成し、旧・川南青年学校仮校舎より移転。
- 1958年（昭和33年）4月1日 - 教室不足のため中学校2教室を借用し、4年2学級の分散授業を行う。
- 1959年（昭和34年）3月 - 2教室を平家校舎に移転し、2階建て校舎1棟（10教室）を増築。分散授業を解消。
- 1960年（昭和35年）4月 - 児童数が最大の1,740名（33学級）を記録する。
- 1961年（昭和36年）11月3日 - 香焼村が町制施行で香焼町となったことにより、「香焼町立香焼小学校」に改称。
- 1965年（昭和40年）4月 - 特殊学級（現・特別支援学級）を開設。
- 1967年（昭和42年）3月 - 給食室を改築。
- 1972年（昭和47年）11月 - 新校舎起工式を挙行。
- 1973年（昭和48年）4月 - 新校舎（第一期工事、普通教室12）が完成。
- 1974年（昭和49年）2月 - 新校舎（第二期工事、普通教室18・特別教室4・準備室4・資料室1他）が完成。
- 1977年（昭和52年）4月 - 体育館が完成。
- 1979年（昭和54年）3月31日 - 特殊学級を廃止。
- 1980年（昭和55年）4月1日 - 図書館が完成。
- 1981年（昭和56年）10月22日 - 校門と通学路が新設。
- 1982年（昭和57年）
  - 8月14日 - プールが完成。
  - 8月31日 - 運動場を整備。
- 1983年（昭和58年）
  - 3月31日 - 校庭・運動場周辺の植樹を実施。
  - 12月8日 - 砂場を設置。
- 1984年（昭和59年） 
  - 4月25日 - 低鉄棒を増設。
  - 8月31日 - 水道蛇口を各学年で増設。玄関前のがけ斜面を補強。
  - 12月11日 - 中庭に飼育池を新設。
- 1985年（昭和60年）
  - 6月6日 - 電話を増設。
  - 9月1日 - 運動場にアスレチック遊具を設置。
- 1986年（昭和61年）
  - 4月1日 - 特殊学級（現・特別支援学級）を再び設置。
  - 6月1日 - 防災機械警備を開始。
  - 8月31日 - 防風壁を設置。
  - 9月8日 - グリーンベルトが完成。
- 1987年（昭和62年）
  - 3月6日 - 校舎前に花壇を設置。モチノキを植樹。
  - 4月6日 - 図書館を改修。
- 1988年（昭和63年）
  - 7月27日 - 校内放送工事が完了。
  - 8月1日 - 校旗を新設。
- 1989年（平成元年）
  - 8月31日 - 校舎大改装工事と運動場改修工事が完了。
  - 12月16日 - 飼育舎が完成。
- 1990年（平成2年）9月27日 - 台風19号によって被害を受ける。
- 1992年（平成4年）2月 - 飼育池を改修。
- 1996年（平成8年）3月 - 第31代校長により、「自立の像」が寄贈。
- 2000年（平成12年）10月23日 - 親和銀行ふるさと振興基金を受賞。
- 2001年（平成13年）8月31日 - 寄付金によりピアノ、太鼓、体育館暗幕、図書備品を購入。
- 2003年（平成15年）3月5日 - 香焼町イントラネットパソコンを設置。運動場に花壇を設置。
- 2005年（平成17年）1月4日 - 長崎市への編入により、「長崎市立香焼小学校」（現校名）に改称。
- 2007年（平成19年）
  - 4月1日 - 特殊学級を特別支援学級に改称する。
  - 11月24日 - 被爆クスノキ等21本を植樹し、香焼の森が完成。
- 2008年（平成20年）3月 - 体育館の耐震工事が完了。

## 学校行事
3学期制
1学期
- 4月 - 始業式・着任式、入学式、歓迎遠足、ファミリー参観
- 5月 - 運動会、スポーツテスト
- 6月 - 家庭訪問、ハートフルウィーク（長崎っ子の心を見つめる教育週間）、イングリッシュデイ、ファミリー参観
- 7月 - 終業式、小6修学旅行
- 8月 - 平和集会（9日 長崎原爆の日）

2学期
- 9月 - 始業式
- 10月 - 小5宿泊学習、小6長崎市小学校体育大会（略称：小体会）
- 11月 - 特別支援教育交歓会、ふれあい音楽祭、長崎市小学校音楽会（略称：小音会）
- 12月 - 人権集会、ファミリー参観、終業式

3学期
- 1月 - 始業式
- 2月 - 新入生保護者対象説明会、ファミリー参観
- 3月 - ファミリー参観、卒業式、修了式・離任式

## アクセス
最寄りのバス停
- 長崎バス「田の浦」バス停

最寄りの国道・県道
- 長崎県道29号香焼江川線

## 周辺
- 長崎市立香焼中学校
- 長崎市立香焼保育所
- 長崎市役所香焼行政センター （旧・香焼町役場）
- 長崎市立香焼図書館
- 香焼民主診療所
- 香焼地区公民館
- カトリック香焼教会
- 三菱重工長崎造船所
- 九州スチールセンター香焼工場

## 参考資料
- 「香焼町郷土誌 町制施行30周年記念事業」（1991年（平成3年）3月, 香焼町教育委員会）
- 「未来への遺産 長崎県香焼町閉町記念誌」（2004年（平成16年）12月, 香焼町役場）

## 関連事項
- 長崎県小学校一覧